# 저리나 필러

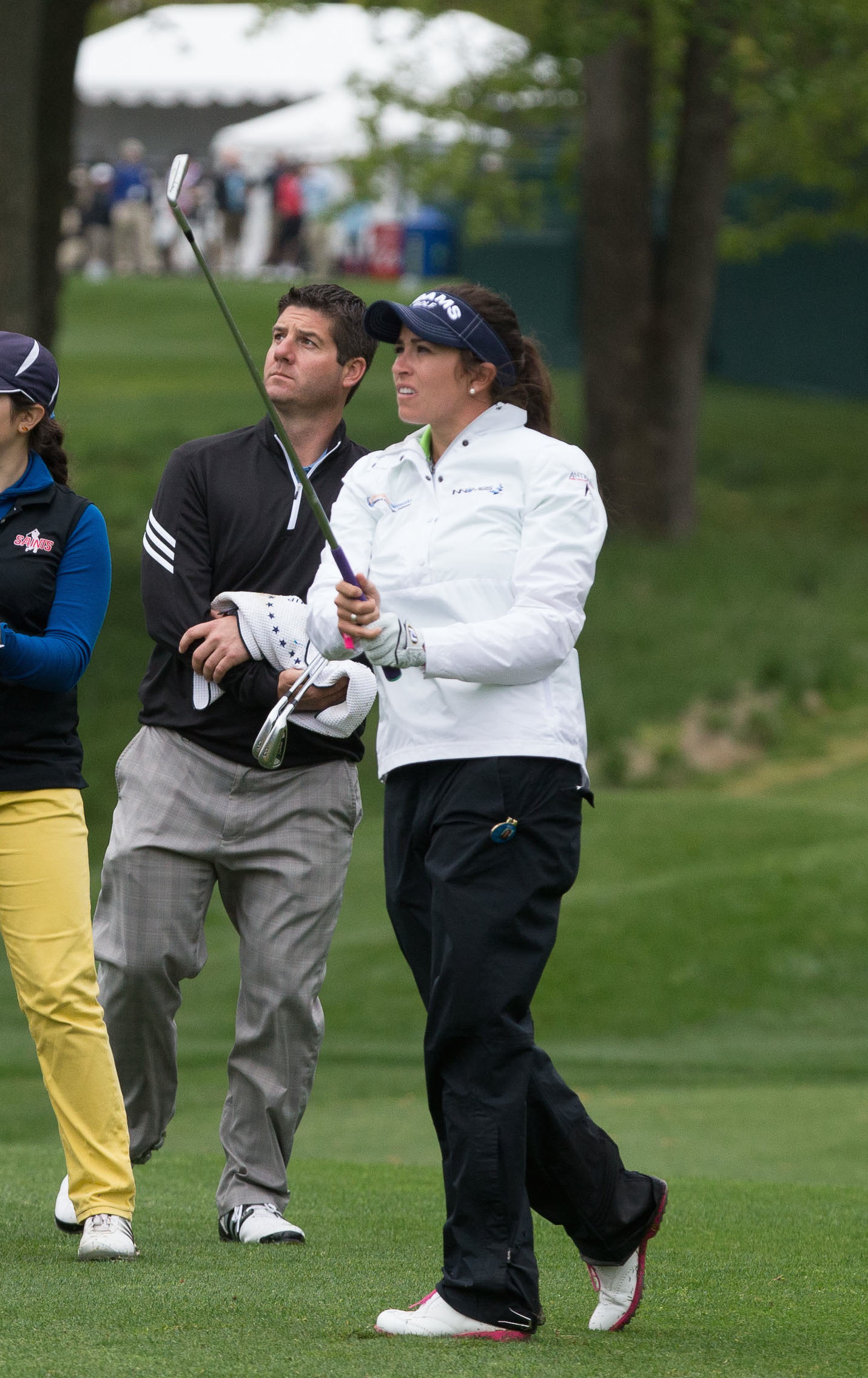

저리나 필러(영어: Gerina Piller, 1985년 3월 29일 ~ )는 2010년부터 LPGA 투어에서 뛰고 있는 미국의 프로 골프 선수이다. 뉴멕시코주 로즈웰 출신. 2011년 동료 골프 선수 마틴 필러와 결혼했다. 혼전 성은 멘도자(Mendoza)이다.